# Papiro Madalena
O papiro "Madalena"  (Gregory-Aland {\displaystyle {\mathfrak {P}}}64) foi comprado em Luxor, Egito em 1901 pelo reverendo Charles Bousfield Huleatt (1863-1908), que identificou os fragmentos gregos como porções do Evangelho de Mateus (Mateus 26:23–31) e apresentou-o ao Magdalen College, em Oxford, onde foi catalogado como P. Magdalen Greek 17 e a partir daí ganhou o seu nome.